# MF挪威神學院
MF挪威神學院（挪威語：Det teologiske Menighetsfakultet）是挪威奧斯陸少校宮的一所專門大學，其目的是為教堂、學校培養人才。有本科到博士各種學位。
該學院成立於1907年，起因是奧斯陸大學神學院的一些教授之間對系統神學教授席位的爭奪。大學創立伊始只有8名學生。1913年被授予許可進行自己的神學考試。1967年擴建，1990年獲得授予博士學位的許可。2005年被挪威官方認可為專門大學。